# Actinodaphne johorensis
Actinodaphne johorensis är en lagerväxtart som beskrevs av James Sykes Gamble. Actinodaphne johorensis ingår i släktet Actinodaphne och familjen lagerväxter. Inga underarter finns listade i Catalogue of Life.